# Frea taverniersi
Frea taverniersi là một loài bọ cánh cứng trong họ Cerambycidae.